# Upplands runinskrifter 437
Upplands runinskrifter 437 är en vikingatida runsten av granit i Broby, Husby-Ärlinghundra socken och Sigtuna kommun. Stenen var ursprungligen, som ristningen berättar, onekligen en mycket stor. Den var cirka 3,25 meter hög med en största bredd på 2,15 meter. Den har emellertid sönderslagits och var sönderslagen redan på 1600-talet. Stenen var under en period helt försvunnen, men flera fragment har emellertid återfunnits om än inte samtliga. Runstenen är rest i två delar med några meters mellanrum. Stenen står knappt hundra meter söder om sin ursprungliga plats.

## Se även

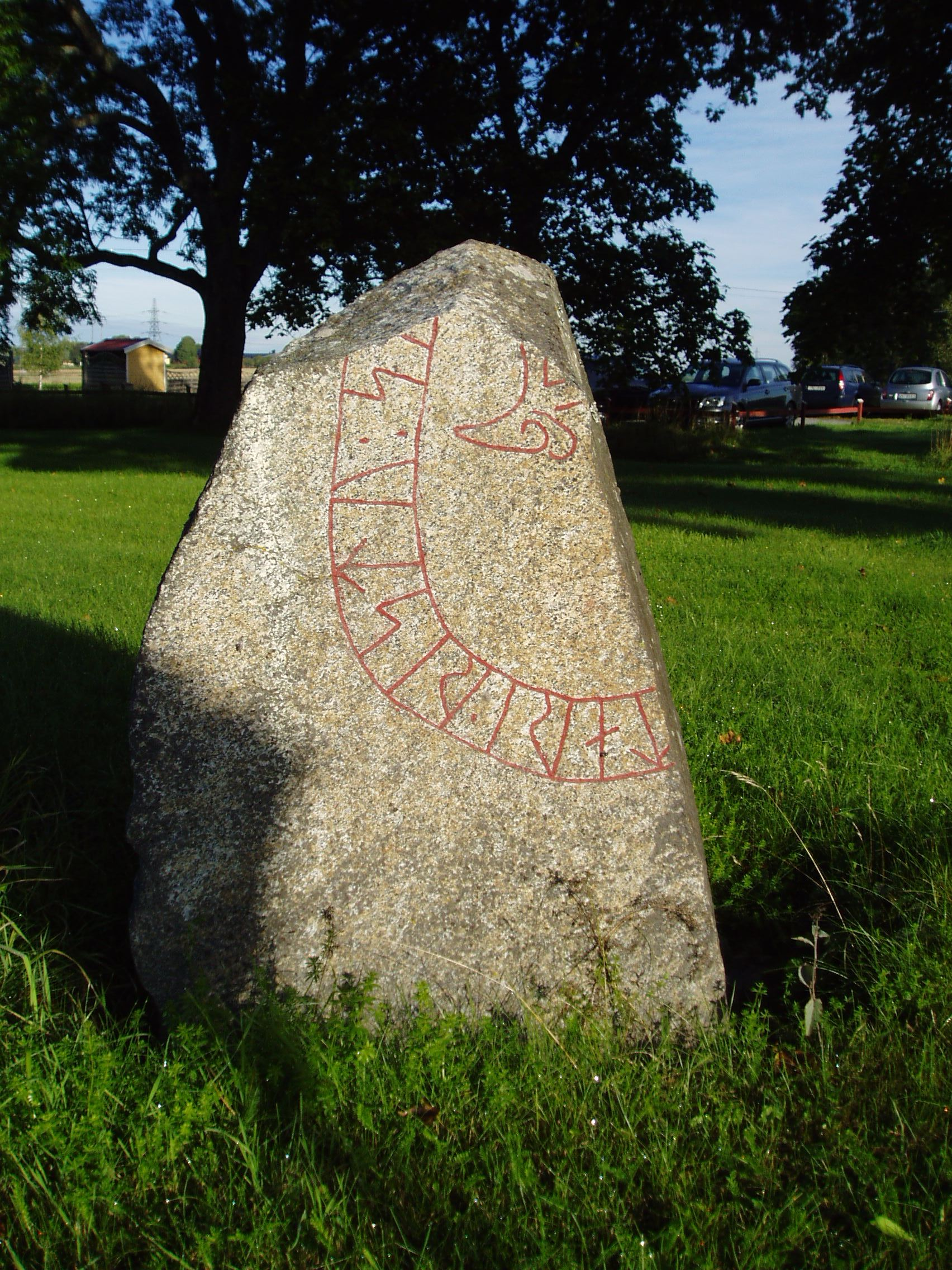
U 437 i Broby

## Inskriften
Translitterering av runraden:
kuna : a[uk su]tari : ristu : s(t)[... ... sikbiar- sati : iftiʀ : sin faþur : stin : almykin : i : s...]
Normalisering till runsvenska:
Gunna ok Sutari ræistu st[æin] ... Sigbior[n] satti æftiʀ sinn faður stæin allmykinn i ...
Översättning till nusvenska:
Gunna och Sutare reste stenen ... Sigbjörn satte efter sin fader en mycket stor sten ...